# Selección de fútbol de la República Checa
La selección de fútbol de la República Checa (en checo: Česká fotbalová reprezentace), también conocida como selección de fútbol de Chequia, es el equipo representativo del país en las competiciones oficiales. A comienzos del siglo XX, Bohemia (parte de la actual República Checa) tenía su propio seleccionado. Así, tras la formación de Checoslovaquia luego de la Primera Guerra Mundial, nació la selección de Checoslovaquia, considerada antecesora del actual seleccionado checo por la FIFA.
En 1993, durante el proceso clasificatorio para la Copa Mundial de Fútbol de 1994, se produjo la división de Checoslovaquia en la República Checa y la República Eslovaca, por lo que el equipo checoslovaco finalizó el torneo como el Equipo de los Checos y Eslovacos. Posteriormente, esta selección se disolvió, dando origen a las actuales selecciones nacionales de fútbol de la República Checa y la de Eslovaquia.
Bajo el título de la República Checa, la selección no se clasificó para una Copa del Mundo hasta la de Alemania 2006. Antes había participado en la Eurocopa, llegando a la final en la Eurocopa 1996 y a las semifinales en la Eurocopa 2004.

## Historia

### Independencia de Checoslovaquia e Inicios (1994-1995)
Cuando Checoslovaquia se dividió en la República Checa y Eslovaquia, se formó la selección de la República Checa. Jugaron su primer partido amistoso ante Turquía el 23 de febrero de 1994, en Estambul; Jiří Novotný marcó el primer gol checo en un partido, y Horst Siegl marcó el primer doblete checo en un partido que terminó con victoria 1-4 sobre los turcos. Su primer partido en casa fue en Ostrava, contra Lituania, Pavel Kuka, anotó el primer gol checo en un partido oficial, en el que registraron su primera victoria en casa por 5-3.

#### Sorprende subcampeonato en la Eurocopa 1996
República Checa participó en la campaña para la Eurocopa 1996, los checos fueron encuadrados en el Grupo 5 junto con Países Bajos, Noruega, Bielorrusia, Luxemburgo y Malta; debutaron con una goleada por 6-1 sobre Malta, Daniel Šmejkal anotó el primer gol checo en una competición oficial. Los checos arrasaron con sus rivales, exceptuando una sorprende derrota ante Luxemburgo por 1-0. Terminando la eliminatoria primeros de grupo y clasificándose a su primer torneo internacional. 
En la competición, organizada por Inglaterra, los checos quedaron encuadrados en el Grupo C junto a Alemania, Italia y Rusia, su debut fue una derrota por 2-0 contra Alemania, más tarde derrotaron por 2-1 a Italia, con Pavel Nedvěd anotando el primer gol de República Checa en un torneo internacional; finalmente sellaron su clasificación 3-3 ante Rusia; en cuartos de final un solitario gol de Poborský alcanzó para darle el paso a seminfinales sobre Portugal, ya en semifinales se enfrentaron a Francia que venía de ganar a Países Bajos por penales, los checos obtuvieron su pase a la final luego de ganarles por penales 5-6. En la final se adelantaron con un gol de Patrik Berger; sin embargo, Oliver Bierhoff empató al 73' y luego fulmino a los checos con un gol de oro al 95'.

#### Fracaso mundialista Francia 1998 y Corea y Japón 2002
República Checa fue encuadrada en el Grupo 6 junto a España, R. F. de Yugoslavia, Eslovaquia, las  Islas Feroe y Malta. Comenzaron la eliminatoria con una goleada 6-0 sobre Malta, un empate ante España y encandilo 2 derrotas seguidas ante Yugoslavia y una última ante España en Valladolid; posteriormente ganaran 3 de sus 4 últimos partidos, acabando terceros con 16 puntos y terminando su sueño de clasificar a su primer mundial. 
República Checa se clasificó como una de las favoritas para la Eurocopa 2000, debido a que en su campaña de clasificación terminó invicto y con todos su partidos ganados, en el torneo organizado por Bélgica y Países Bajos, los checos fueron encuadrados en el Grupo D, junto a uno de los anfitriones, Países Bajos, y el campeón del mundo, Francia y con Dinamarca; su debut en la competición se dio contra el anfitrión con una derrota en los minutos finales, posteriormente se enfrentaron a Francia, Henry adelanto a su equipo al minuto 7' y Karel Poborský anotó el empate vía penal; sin embargo Djorkaeff anotó el gol de la victoria para los franceses acabando así con las esperanzas de clasificar a la República Checa, en su último partido se despidieron con una victoria 2-0 sobre los daneses con doblete de Vladimír Šmicer.
Posterior a su decepcionante campaña en la Eurocopa, República Checa participó en la clasificación para la Copa del Mundo 2002, fueron agrupados en el Grupo 3 junto a Dinamarca, Bulgaria, Islandia, Irlanda del Norte y Malta, los checos terminaron segundos por detrás de los daneses, cerca de la clasificación directa; sin embargo un sorpresivo empate en Malta y una decepcionante derrota ante los islandeses por 3-1 en Islandia mermaron su ticket directo a la cita mundialista; por lo que, tuvieron que jugar los playoffs, les toco enfrentar a Bélgica, los checos perdieron ambos partidos terminando así otro fracaso clasificatorio para el mundial.

### Afianzamiento internacional (2004-2006)

#### Eurocopa 2004

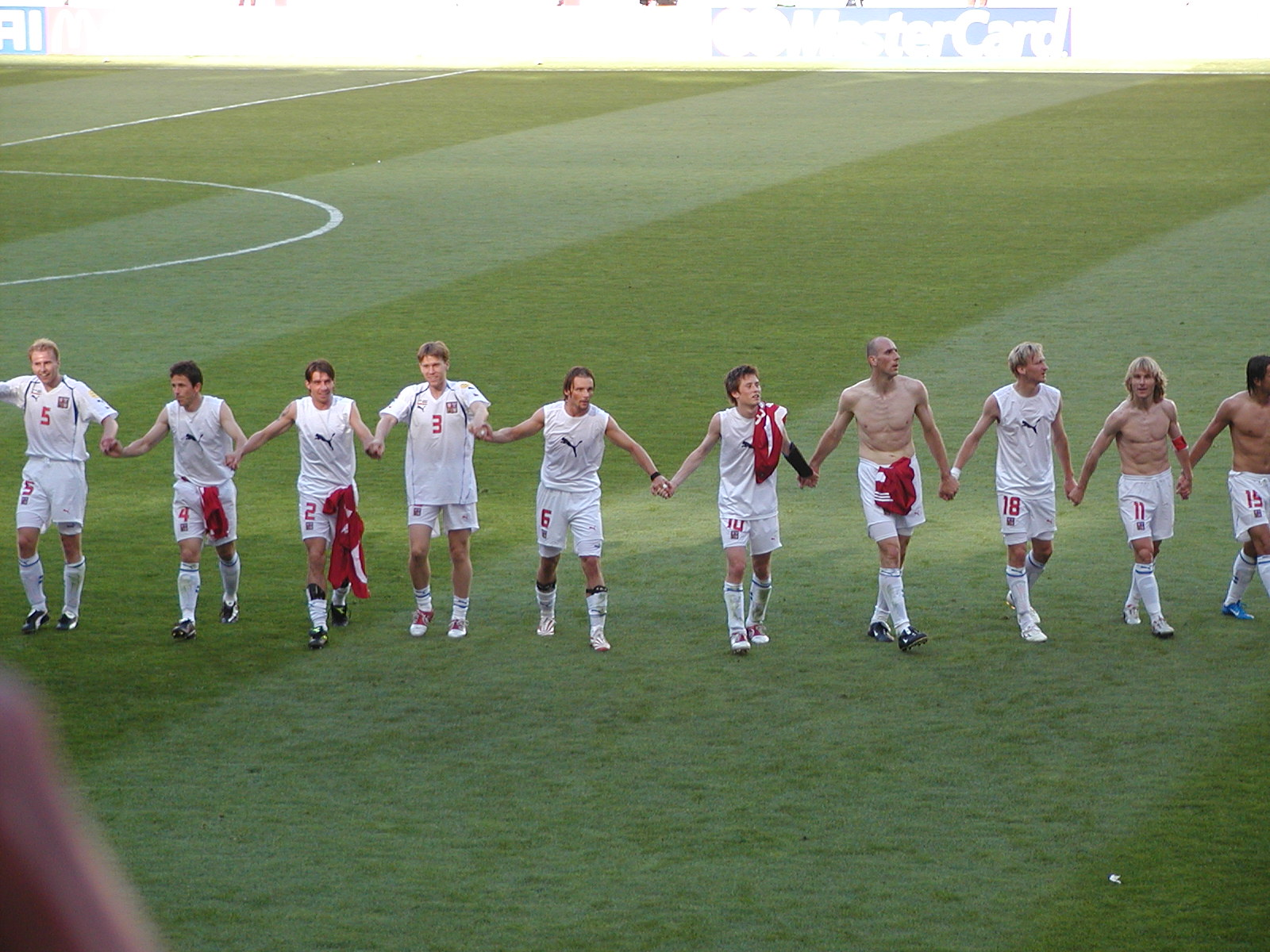
Futbolistas checos celebrando su victoria en su primer partido sobre Letonia por 2-1.

Un equipo formado por Pavel Nedvěd, Jan Koller, Tomáš Rosický, Milan Baroš, Marek Jankulovski, Tomáš Galásek y la aparición del portero Petr Čech, lograron un invicto entre 2002 y 2003, marcaron 53 goles en 19 partidos y se clasificaron para la Eurocopa 2004. La República Checa mantuvo una racha invicta de 20 partidos, que finalmente terminó en Dublín el 31 de marzo de 2004 en un partido amistoso contra Irlanda. Los checos fueron agrupados en el Grupo D, junto con Países Bajos, Alemania y Letonia. Su debut se dio contra la debutante Letonia, donde Verpakovskis, adelanto sorpresivamente a su país antes de culminar el primer tiempo; sin embargo, Baroš y Heinz voltearon el partido, dando así el primer triunfo checo en la competición; posteriormente se enfrentaron a los hoalndeses, los checos iban perdiendo 2-0 en los primeros 20 minutos, pero Koller, Baroš y Šmicer anotaron para remontar el partido, finalizando con una victoria por 3-2; y en su último partido se enfrentaron a los germanos, obteniendo una victoria cómoda por 2-1.  La República Checa venció a Dinamarca por 3-0 en cuartos de final, con un doblete de Baroš y gol de Koller; logrando su segunda semifinal en una Eurocopa, se enfrentaron ante Grecia, la sorpresa de la competición, donde Rosický estrelló el balón en el larguero, los disparos de Koller fueron detenidos por el portero griego y Pavel Nedvěd abandonó lesionado el terreno de juego al final del partido; los 90 minutos terminaron sin goles y Grecia ganó el partido en el último minuto de la primera mitad de la prórroga con un gol de plata.

#### Debut mundialista en Alemania 2006

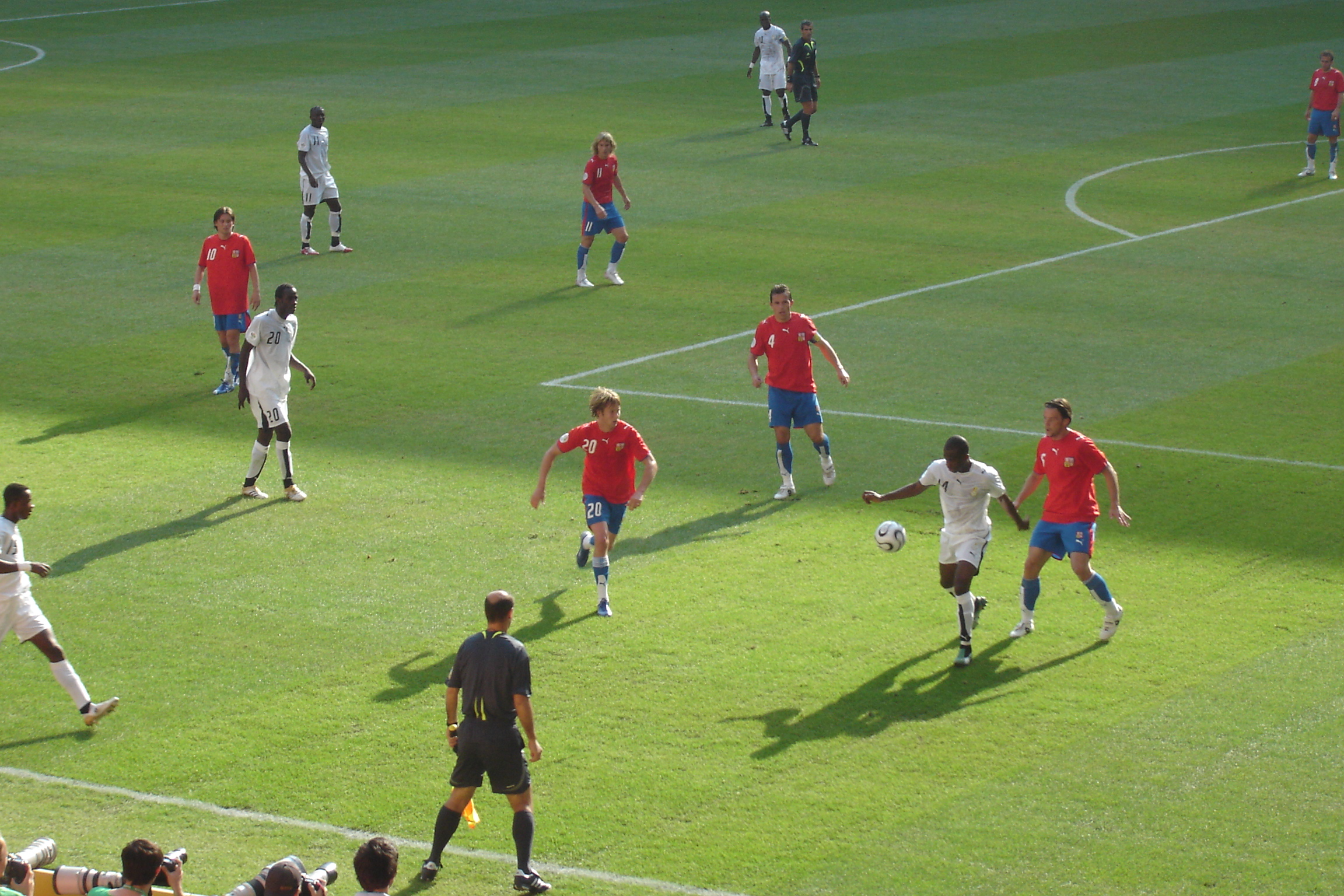
República Checa ante en el mundial de Alemania 2006.

República Checa afronto la clasificación para la Copa Mundial de 2006, los checos fueron agrupados en el Grupo 1, junto a Andorra, Armenia, Macedonia del Norte, Finlandia, Rumania y Países Bajos, los checos debutaron con una derrota ante los holandeses,  goleando a Andorra por 8-1 en un partido de clasificación en Liberec. En el mismo partido, Jan Koller se convirtió en el máximo goleador de todos los tiempos de la selección nacional con su gol internacional número 35.[16] Al final de la campaña, después de terminar en segundo lugar en el Grupo 1 y luego derrotar a Noruega en un repechaje, los checos se clasificaron para su primera Copa Mundial de la FIFA. El equipo recibió un impulso antes de los partidos de repesca con el regreso de Pavel Nedvěd,[18] que inicialmente se había retirado del fútbol internacional después de la Eurocopa de 2004. El equipo para el Mundial de Alemania de 2006 incluía a 18 jugadores del equipo de la Eurocopa de 2004 que alcanzó las semifinales. Con el equipo clasificado en segundo lugar en el mundo, comenzaron el torneo con una victoria por 3-0 sobre Estados Unidos. Durante el partido, sin embargo, Jan Koller se vio obligado a abandonar el torneo por una lesión en el tendón de la corva[20], lo que le dejó fuera del torneo. En el siguiente partido, con Koller ausente y Milan Baroš aún recuperándose de una lesión, el equipo sufrió una derrota por 2-0 ante Ghana. Baroš regresó para el último partido contra Italia, que los checos debían ganar para poder clasificarse. El equipo se quedó con diez hombres cuando Jan Polák fue expulsado antes del descanso por dos infracciones amonestables.[20] Italia ganó 2-0. Pavel Nedvěd, Karel Poborský y Vratislav Lokvenc se retiraron de la selección nacional después de este torneo.[21]

### Fracaso en la Eurocopa 2008 y en la clasificación a la Copa del Mundo 2010
En la fase de clasificación para la Eurocopa 2008, terminaron primeros de su grupo, por encima de Alemania en cuanto a enfrentamientos directos. La República Checa venció a la coanfitriona Suiza por 1-0 en su primer partido de la fase final, antes de ser derrotada por Portugal por 3-1, lo que significa que ellos y Turquía tenían récords idénticos de cara al último partido del grupo. Aunque los checos tomaron una ventaja de 2-0 poco después de la hora y parecían listos para clasificarse, Turquía anotó tres goles en los últimos 15 minutos del juego para ganar el juego 3-2.
Los checos afrontaron la clasificación para el Mundial en el Grupo 3 bajo la dirección del seleccionador Petr Rada. Comenzaron con un empate 0-0 contra Irlanda del Norte, antes de perder ante Polonia. Un gol tardío de Libor Sionko ganó el siguiente partido 1-0 contra Eslovenia. A esto le siguió una victoria contra San Marino y un empate sin goles en Eslovenia. En su siguiente partido, contra la vecina Eslovaquia, una derrota por 2-1 en casa dejó a la República Checa en una precaria posición de clasificación. El entrenador Petr Rada fue despedido y seis jugadores fueron suspendidos.[23] Ivan Hašek asumió temporalmente el cargo de entrenador, ganando cuatro puntos en sus dos primeros partidos, mientras el equipo empataba ante el líder del grupo, Eslovaquia, y goleaba a San Marino por 7-0 en Uherské Hradiště. Posteriormente vencieron a Polonia en Praga, pero este resultado siguió con un empate sin goles contra Irlanda del Norte, terminando terceros en el grupo y sin clasificarse para la Copa del Mundo. Hašek anunció su dimisión inmediata.[25]

### Eurocopas y fracasos mundialistas (2011-2018)
Un equipo diferente, dirigido por Michal Bílek, entró en la fase de clasificación para la Eurocopa 2012 y comenzó con una derrota en casa ante Lituania. Pero a una victoria en casa ante Escocia le siguieron victorias contra Liechtenstein. España derrotó a la República Checa entre los partidos de Liechtenstein, pero el puesto en el play-off todavía estaba en sus manos. En el siguiente partido, un penalti de último minuto de Michal Kadlec en Escocia aseguró el empate 2-2. A pesar de que Escocia ganó sus dos siguientes partidos y los checos volvieron a ser derrotados por España, el equipo podría terminar segundo si pudiera vencer a Lituania fuera de casa en el último partido, suponiendo que España derrotara a Escocia en casa. España ganó 3-1 y la República Checa derrotó a Lituania 4-1 para sellar el segundo puesto y un lugar en los play-offs. La República Checa se enfrentará a Montenegro en el play-off a doble partido. Un gol de Václav Pilař y un segundo en el último minuto de Tomáš Sivok ayudaron a los checos a tomar una ventaja de 2-0 en el partido de ida. En el partido de vuelta en Podgorica, un gol tardío de Petr Jiráček selló una victoria por 1-0 y los checos se quedaron sin ganadores globales por 3-0 y se clasificaron para la Eurocopa 2012.
En el torneo, los checos perdieron su primer partido por 4-1 ante Rusia, y su único gol fue de Václav Pilař. En su segundo partido, contra Grecia, la República Checa se puso 2-0 arriba en los primeros seis minutos gracias a los goles de Petr Jiráček y un segundo de Pilař. Tras la sustitución del capitán Tomáš Rosický en el descanso, Grecia anotó un gol en la segunda parte tras un error del portero checo Petr Čech, aunque no hubo más goles y la República Checa registró su primera victoria del torneo. Al llegar a su tercer y último partido del grupo, la República Checa necesitaba al menos un empate contra la coanfitriona Polonia para avanzar a la fase eliminatoria del torneo. Un gol de Jiráček en la segunda parte marcó la diferencia entre los equipos, ya que los checos se quedaron con la victoria por 1-0. Debido a que Grecia venció a Rusia en el otro partido del grupo, la República Checa terminó en la cima del Grupo A,[28] convirtiéndose en el primer equipo en ganar un grupo en el Campeonato de Europa con una diferencia de goles negativa.[29] La selección checa se enfrentó a Portugal en cuartos de final. Portugal finalmente logró el gran avance faltando 11 minutos para el final gracias a un cabezazo de Cristiano Ronaldo para ganar el partido 1-0 y eliminar a la República Checa.
Bílek permaneció como entrenador, a pesar del malestar entre los aficionados, y se le encomendó la clasificación para la Copa del Mundo de 2014.[30] Los checos quedaron incluidos en el Grupo B de la clasificación de la UEFA junto con Italia, Dinamarca, Bulgaria, Armenia y Malta. El comienzo de la campaña fue [30] dos empates sin goles con Dinamarca y Bulgaria, junto con una estrecha victoria contra Malta, culminando sus primeros tres partidos. Luego, el equipo perdió 0-3 ante Dinamarca en casa. El equipo pudo ganar contra Armenia y empatar con Italia, líder del grupo, pero perdió ante Armenia e Italia en las revanchas. Bílek dimitió[30] tras la derrota y fue sustituido por el entrenador asistente Josef Pešice[31]. En sus dos últimos partidos con su nuevo entrenador, los checos lograron victorias sobre Malta y Bulgaria, pero perdieron ante Italia, dejándolos en el tercer lugar y acabando con sus esperanzas de clasificación. Pešice dimitió como entrenador tras la conclusión de la clasificación.
Pavel Vrba fue nombrado nuevo entrenador del equipo el primer día de 2014, antes de la clasificación para la Eurocopa 2016. La selección checa quedó incluida en el grupo A, junto con Holanda, Turquía, Islandia, Letonia y Kazajistán. La selección checa comenzó con una victoria, derrotando a Holanda, y siguió con victorias sobre Turquía, Kazajistán e Islandia, dejándolos como líderes del grupo con el máximo de puntos después de cuatro partidos. Siguió un empate en casa contra Letonia; Sin embargo, la República Checa se mantuvo líder del grupo y el 6 de septiembre de 2015 se clasificó para su sexto Campeonato de Europa. Sólo sacaron un punto del empate con Croacia, perdiendo ante España y Turquía. Durante un partido amistoso contra Australia el 1 de junio de 2018, los checos registraron su mayor derrota al perder 0-4 en Sankt Pölten, Austria. Fue superado durante su primer partido de clasificación para la Eurocopa 2020, cuando Inglaterra los derrotó 0-5 en el estadio de Wembley.

## Uniforme
Desde 1994, el uniforme local de la República Checa ha consistido principalmente en camisetas rojas, con pantalones cortos azules o rojos. Mientras que su uniforme de visitante ha sido camiseta blanca con pantalón corto blanco. Aunque el equipo usó pantalones cortos azules durante un corto período entre 2010 y 2011, en 2020, el equipo introdujo un nuevo color alternativo como uniforme de visitante por primera vez.
| Primera equipación | (Ver evolución) | 2022–presente |

## Últimos partidos y próximos encuentros
Actualizado al último partido jugado el 9 de junio de 2025
| Fecha      | Ciudad         | Local           | Resultado | Visitante       | Competición                     |
| ---------- | -------------- | --------------- | --------- | --------------- | ------------------------------- |
| 10-09-2024 | Praga          | República Checa | 3:2 (2:1) | Ucrania         | Liga de Naciones UEFA 24/25     |
| 11-10-2024 | Praga          | República Checa | 2:0 (1:0) | Albania         | Liga de Naciones UEFA 24/25     |
| 14-10-2024 | Breslavia      | Ucrania         | 1:1 (0:1) | República Checa | Liga de Naciones UEFA 24/25     |
| 16-11-2024 | Tirana         | Albania         | 0:0       | República Checa | Liga de Naciones UEFA 24/25     |
| 19-11-2024 | Olomouc        | República Checa | 2:1 (2:0) | Georgia         | Liga de Naciones UEFA 24/25     |
| 22-03-2025 | Hradec Králové | República Checa | 2:1 (1:0) | Islas Feroe     | Clasificación Copa Mundial 2026 |
| 25-03-2025 | Faro           | Gibraltar       | 0:4 (0:1) | República Checa | Clasificación Copa Mundial 2026 |
| 06-06-2025 | Pilsen         | República Checa | 2:0 (1:0) | Montenegro      | Clasificación Copa Mundial 2026 |
| 09-06-2025 | Osijek         | Croacia         | 5:1 (1:0) | República Checa | Clasificación Copa Mundial 2026 |
| 05-09-2025 | Nikšić         | Montenegro      | -:-       | República Checa | Clasificación Copa Mundial 2026 |
| 08-09-2025 | Hradec Králové | República Checa | -:-       | Arabia Saudita  | Partido amistoso                |
| 09-10-2025 | Praga          | República Checa | -:-       | Croacia         | Clasificación Copa Mundial 2026 |
| 12-10-2025 | Tórshavn       | Islas Feroe     | -:-       | República Checa | Clasificación Copa Mundial 2026 |
| 17-11-2025 | Zlín           | República Checa | -:-       | Gibraltar       | Clasificación Copa Mundial 2026 |

## Estadísticas

### Copa Mundial de Fútbol
| Año                  | Ronda               | Posición            | PJ                  | PG                  | PE                  | PP                  | GF                  | GC                  | Dif.                | Goleador            |
| Como Checoslovaquia  | Como Checoslovaquia | Como Checoslovaquia | Como Checoslovaquia | Como Checoslovaquia | Como Checoslovaquia | Como Checoslovaquia | Como Checoslovaquia | Como Checoslovaquia | Como Checoslovaquia | Como Checoslovaquia |
| -------------------- | ------------------- | ------------------- | ------------------- | ------------------- | ------------------- | ------------------- | ------------------- | ------------------- | ------------------- | ------------------- |
| 1930                 | No participó        | No participó        | No participó        | No participó        | No participó        | No participó        | No participó        | No participó        | No participó        | No participó        |
| 1934                 | Subcampeón          | 2.º                 | 4                   | 3                   | 0                   | 1                   | 9                   | 6                   | +3                  | Oldřich Nejedlý: 5  |
| 1938                 | Cuartos de final    | 5.º                 | 3                   | 1                   | 1                   | 1                   | 5                   | 3                   | +2                  | Oldřich Nejedlý: 2  |
| 1950                 | No participó        | No participó        | No participó        | No participó        | No participó        | No participó        | No participó        | No participó        | No participó        | No participó        |
| 1954                 | Fase de grupos      | 14.º                | 2                   | 0                   | 0                   | 2                   | 0                   | 7                   | -7                  | -                   |
| 1958                 | Fase de grupos      | 9.º                 | 4                   | 1                   | 1                   | 2                   | 9                   | 6                   | +3                  | Zdeněk Zikán: 4     |
| 1962                 | Subcampeón          | 2.º                 | 6                   | 3                   | 1                   | 2                   | 7                   | 7                   | 0                   | Adolf Scherer: 3    |
| 1966                 | No clasificó        | No clasificó        | No clasificó        | No clasificó        | No clasificó        | No clasificó        | No clasificó        | No clasificó        | No clasificó        | No clasificó        |
| 1970                 | Fase de grupos      | 14.º                | 3                   | 0                   | 0                   | 3                   | 2                   | 7                   | -5                  | Ladislav Petráš: 2  |
| 1974                 | No clasificó        | No clasificó        | No clasificó        | No clasificó        | No clasificó        | No clasificó        | No clasificó        | No clasificó        | No clasificó        | No clasificó        |
| 1978                 | No clasificó        | No clasificó        | No clasificó        | No clasificó        | No clasificó        | No clasificó        | No clasificó        | No clasificó        | No clasificó        | No clasificó        |
| 1982                 | Fase de grupos      | 19.º                | 3                   | 0                   | 2                   | 1                   | 2                   | 4                   | -2                  | Antonín Panenka: 2  |
| 1986                 | No clasificó        | No clasificó        | No clasificó        | No clasificó        | No clasificó        | No clasificó        | No clasificó        | No clasificó        | No clasificó        | No clasificó        |
| 1990                 | Cuartos de final    | 6.º                 | 5                   | 3                   | 0                   | 2                   | 10                  | 5                   | +5                  | Tomáš Skuhravý: 5   |
| 1994                 | No clasificó        | No clasificó        | No clasificó        | No clasificó        | No clasificó        | No clasificó        | No clasificó        | No clasificó        | No clasificó        | No clasificó        |
| Como República Checa |                     |                     |                     |                     |                     |                     |                     |                     |                     |                     |
| 1998                 | No clasificó        | No clasificó        | No clasificó        | No clasificó        | No clasificó        | No clasificó        | No clasificó        | No clasificó        | No clasificó        | No clasificó        |
| 2002                 | No clasificó        | No clasificó        | No clasificó        | No clasificó        | No clasificó        | No clasificó        | No clasificó        | No clasificó        | No clasificó        | No clasificó        |
| 2006                 | Fase de grupos      | 20.º                | 3                   | 1                   | 0                   | 2                   | 3                   | 4                   | -1                  | Tomáš Rosický: 2    |
| 2010                 | No clasificó        | No clasificó        | No clasificó        | No clasificó        | No clasificó        | No clasificó        | No clasificó        | No clasificó        | No clasificó        | No clasificó        |
| 2014                 | No clasificó        | No clasificó        | No clasificó        | No clasificó        | No clasificó        | No clasificó        | No clasificó        | No clasificó        | No clasificó        | No clasificó        |
| 2018                 | No clasificó        | No clasificó        | No clasificó        | No clasificó        | No clasificó        | No clasificó        | No clasificó        | No clasificó        | No clasificó        | No clasificó        |
| 2022                 | No clasificó        | No clasificó        | No clasificó        | No clasificó        | No clasificó        | No clasificó        | No clasificó        | No clasificó        | No clasificó        | No clasificó        |
| 2026                 | Por disputarse      | Por disputarse      | Por disputarse      | Por disputarse      | Por disputarse      | Por disputarse      | Por disputarse      | Por disputarse      | Por disputarse      | Por disputarse      |
| 2030                 | Por disputarse      | Por disputarse      | Por disputarse      | Por disputarse      | Por disputarse      | Por disputarse      | Por disputarse      | Por disputarse      | Por disputarse      | Por disputarse      |
| 2034                 | Por disputarse      | Por disputarse      | Por disputarse      | Por disputarse      | Por disputarse      | Por disputarse      | Por disputarse      | Por disputarse      | Por disputarse      | Por disputarse      |
| Total                | 9/22                | 11.º                | 33                  | 12                  | 5                   | 16                  | 47                  | 49                  | -2                  | Oldřich Nejedlý: 7  |

### Eurocopa
| Año                  | Ronda               | Posición            | PJ                  | PG                  | PE                  | PP                  | GF                  | GC                  | Dif.                | Goleador                                                     |
| Como Checoslovaquia  | Como Checoslovaquia | Como Checoslovaquia | Como Checoslovaquia | Como Checoslovaquia | Como Checoslovaquia | Como Checoslovaquia | Como Checoslovaquia | Como Checoslovaquia | Como Checoslovaquia | Como Checoslovaquia                                          |
| -------------------- | ------------------- | ------------------- | ------------------- | ------------------- | ------------------- | ------------------- | ------------------- | ------------------- | ------------------- | ------------------------------------------------------------ |
| 1960                 | Tercer lugar        | 3.º                 | 2                   | 1                   | 0                   | 1                   | 2                   | 3                   | -1                  | Adolf Scherer: 5                                             |
| 1964                 | No clasificó        | No clasificó        | No clasificó        | No clasificó        | No clasificó        | No clasificó        | No clasificó        | No clasificó        | No clasificó        | No clasificó                                                 |
| 1968                 | No clasificó        | No clasificó        | No clasificó        | No clasificó        | No clasificó        | No clasificó        | No clasificó        | No clasificó        | No clasificó        | No clasificó                                                 |
| 1972                 | No clasificó        | No clasificó        | No clasificó        | No clasificó        | No clasificó        | No clasificó        | No clasificó        | No clasificó        | No clasificó        | No clasificó                                                 |
| 1976                 | Campeón             | 1.º                 | 2                   | 1                   | 1                   | 0                   | 5                   | 3                   | +2                  | Ondruš, Nehoda, Veselý, Švehlík y Dobiaš: 1                  |
| 1980                 | Tercer lugar        | 3.º                 | 4                   | 1                   | 2                   | 1                   | 5                   | 4                   | +1                  | Zdenek Nehoda: 2                                             |
| 1984                 | No clasificó        | No clasificó        | No clasificó        | No clasificó        | No clasificó        | No clasificó        | No clasificó        | No clasificó        | No clasificó        | No clasificó                                                 |
| 1988                 | No clasificó        | No clasificó        | No clasificó        | No clasificó        | No clasificó        | No clasificó        | No clasificó        | No clasificó        | No clasificó        | No clasificó                                                 |
| 1992                 | No clasificó        | No clasificó        | No clasificó        | No clasificó        | No clasificó        | No clasificó        | No clasificó        | No clasificó        | No clasificó        | No clasificó                                                 |
| Como República Checa |                     |                     |                     |                     |                     |                     |                     |                     |                     |                                                              |
| 1996                 | Subcampeón          | 2.º                 | 6                   | 2                   | 2                   | 2                   | 7                   | 8                   | -1                  | Berge, Poborský, Bejbl, Suchopárek, Kuka, Šmicer y Nedvěd: 1 |
| 2000                 | Fase de grupos      | 10.º                | 3                   | 1                   | 0                   | 2                   | 3                   | 3                   | 0                   | Vladimír Šmicer: 2                                           |
| 2004                 | Semifinales         | 3.º                 | 5                   | 4                   | 0                   | 1                   | 10                  | 5                   | +5                  | Milan Baroš: 4                                               |
| 2008                 | Fase de grupos      | 11.º                | 3                   | 1                   | 0                   | 2                   | 4                   | 6                   | -2                  | Svěrkoš, Sionko, Koller y Plašil: 1                          |
| 2012                 | Cuartos de final    | 6.º                 | 4                   | 2                   | 0                   | 2                   | 4                   | 6                   | -2                  | Jiráček y Pilař: 2                                           |
| 2016                 | Fase de grupos      | 21.º                | 3                   | 0                   | 1                   | 2                   | 2                   | 5                   | -3                  | Škoda y Necid: 1                                             |
| 2020                 | Cuartos de final    | 6.º                 | 5                   | 2                   | 1                   | 2                   | 6                   | 4                   | +2                  | Patrik Schick: 5                                             |
| 2024                 | Fase de grupos      | 21.º                | 3                   | 0                   | 1                   | 2                   | 3                   | 5                   | -2                  | Provod, Schick y Souček: 1                                   |
| 2028                 | Por definir         | Por definir         | Por definir         | Por definir         | Por definir         | Por definir         | Por definir         | Por definir         | Por definir         | Por definir                                                  |
| Total                | 11/17               | 8.º                 | 40                  | 15                  | 8                   | 17                  | 51                  | 52                  | -1                  | Patrik Schick: 6                                             |

### Liga de Naciones de la UEFA
| Liga A       | Liga A       | Liga A       | Liga A    | Liga A    | Liga A    | Liga A    | Liga A    | Liga A    | Liga A    | Liga A    | Liga A         |              | Liga B        | Liga B    | Liga B    | Liga B    | Liga B    | Liga B    | Liga B    | Liga B    | Liga B    | Liga B                                                                | Liga B |
| Edición      | Mov          | Resultado    | Posición  | PJ        | PG        | PE        | PP        | GF        | GC        | Dif       | Goleador       | Mov          | Resultado     | Posición  | PJ        | PG        | PE        | PP        | GF        | GC        | Dif       | Goleador                                                              |        |
| ------------ | ------------ | ------------ | --------- | --------- | --------- | --------- | --------- | --------- | --------- | --------- | -------------- | ------------ | ------------- | --------- | --------- | --------- | --------- | --------- | --------- | --------- | --------- | --------------------------------------------------------------------- | ------ |
| 2018-19      | En Liga B    | En Liga B    | En Liga B | En Liga B | En Liga B | En Liga B | En Liga B | En Liga B | En Liga B | En Liga B | En Liga B      |              | Segundo lugar | 20.º      | 4         | 2         | 0         | 2         | 4         | 4         | 0         | Patrik Schick (3)                                                     |        |
| 2020-21      | En Liga B    | En Liga B    | En Liga B | En Liga B | En Liga B | En Liga B | En Liga B | En Liga B | En Liga B | En Liga B | En Liga B      | Entró        | Primer lugar  | 19.º      | 6         | 4         | 0         | 2         | 9         | 5         | +4        | Coufal, Dočkal, Krmenčík, Pesek, Vydra, Darida, Souček y Ondrášek (1) |        |
| 2022-23      | Salió        | Cuarto lugar | 14.º      | 6         | 1         | 3         | 2         | 6         | 10        | -4        | Jan Kuchta (2) | En Liga A    | En Liga A     | En Liga A | En Liga A | En Liga A | En Liga A | En Liga A | En Liga A | En Liga A | En Liga A | En Liga A                                                             |        |
| 2024-25      | En Liga B    | En Liga B    | En Liga B | En Liga B | En Liga B | En Liga B | En Liga B | En Liga B | En Liga B | En Liga B | En Liga B      | Entró        | Primer lugar  | 20.º      | 6         | 3         | 2         | 1         | 9         | 8         | +1        | Pavel Šulc (3)                                                        |        |
| Total Liga A | Total Liga A | Total Liga A | 16.º      | 6         | 1         | 3         | 2         | 6         | 10        | -4        | Jan Kuchta (2) | Total Liga B | Total Liga B  | 5.º       | 16        | 9         | 2         | 5         | 22        | 17        | +5        | Schick y Šulc (3)                                                     |        |

### Finales disputadas
La presente lista incluye solo partidos finales jugados por torneos mundiales, intercontinentales, y continentales oficiales a nivel de Selecciones absolutas, tanto como Checoslovaquia como República Checa.
| Año  | Torneo   | Resultado                                     |
| ---- | -------- | --------------------------------------------- |
| 1934 | Mundial  | Italia 2 - 1 Checoslovaquia                   |
| 1962 | Mundial  | Brasil 3 - 1 Checoslovaquia                   |
| 1976 | Eurocopa | Checoslovaquia 2 (5) - 2 (3) Alemania Federal |
| 1996 | Eurocopa | República Checa 1 - 2 Alemania                |

- República Checa jugó 4 finales: ganó 1 y perdió 3: (1-3)

## Jugadores

### Última convocatoria
Los siguientes jugadores fueron convocados para los partidos amistosos ante Islas Feroe y Gibraltar el 22 y 25 de marzo de 2025.
| N.º | Nombre          | Posición       | Edad    | PJ | Goles | Equipo           |
| --- | --------------- | -------------- | ------- | -- | ----- | ---------------- |
| 1   | Jindřich Staněk | Portero        | 29 años | 13 | 0     | Slavia Praga     |
| 16  | Matěj Kovář     | Portero        | 25 años | 11 | 0     | Bayer Leverkusen |
| 23  | Martin Jedlička | Portero        | 27 años | 0  | 0     | Viktoria Pilsen  |
| 2   | David Zima      | Defensa        | 24 años | 24 | 1     | Slavia Praga     |
| 4   | Václav Jemelka  | Defensa        | 30 años | 10 | 0     | Viktoria Pilsen  |
| 5   | Vladimír Coufal | Defensa        | 32 años | 53 | 1     | West Ham United  |
| 7   | Ladislav Krejčí | Defensa        | 26 años | 18 | 3     | Girona           |
| 13  | David Douděra   | Defensa        | 27 años | 11 | 1     | Slavia Praga     |
| 18  | Jaroslav Zelený | Defensa        | 32 años | 14 | 0     | Sparta Praga     |
| 20  | David Jurásek   | Defensa        | 25 años | 12 | 1     | Hoffenheim       |
|     | Tomáš Holeš     | Defensa        | 32 años | 35 | 2     | Slavia Praga     |
| 6   | Jiří Boula      | Centrocampista | 26 años | 0  | 0     | Baník Ostrava    |
| 8   | Michal Sadílek  | Centrocampista | 26 años | 25 | 1     | Twente           |
| 12  | Lukáš Červ      | Centrocampista | 24 años | 8  | 1     | Viktoria Pilsen  |
| 14  | Lukáš Provod    | Centrocampista | 28 años | 30 | 3     | Slavia Praga     |
| 15  | Pavel Šulc      | Centrocampista | 24 años | 12 | 4     | Viktoria Pilsen  |
| 17  | Václav Černý    | Centrocampista | 27 años | 24 | 7     | Rangers          |
| 21  | Alex Král       | Centrocampista | 27 años | 45 | 2     | Espanyol         |
| 22  | Tomáš Souček    | Centrocampista | 30 años | 79 | 14    | West Ham United  |
|     | Matěj Šín       | Centrocampista | 21 años | 1  | 0     | Baník Ostrava    |
| 3   | Vasil Kušej     | Delantero      | 25 años | 2  | 0     | Slavia Praga     |
| 9   | Jan Kliment     | Delantero      | 31 años | 9  | 1     | Sigma Olomouc    |
| 10  | Patrik Schick   | Delantero      | 29 años | 44 | 23    | Bayer Leverkusen |
| 11  | Jan Kuchta      | Delantero      | 28 años | 28 | 3     | Sparta Praga     |
| 19  | Tomáš Chorý     | Delantero      | 30 años | 12 | 4     | Slavia Praga     |
| DT  | Ivan Hašek      | Entrenador     | 61 años | 0  |       |                  |

### Mayores participaciones

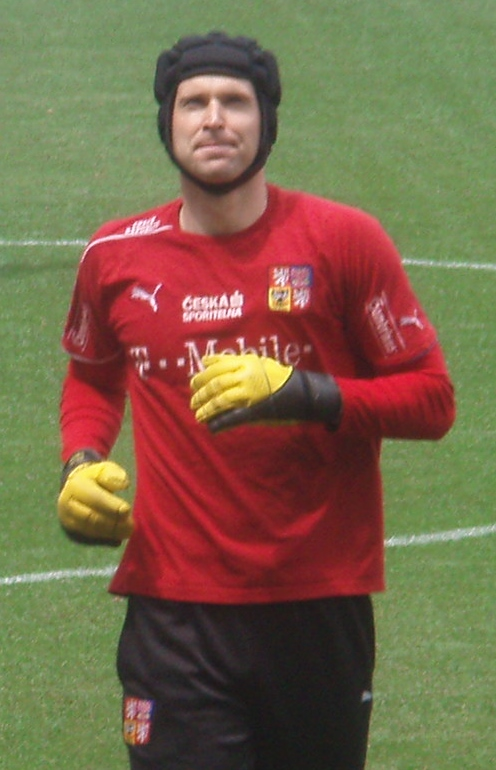
Petr Čech, es el jugador con más partidos de República Checa con 124 partidos internacionales.

Actualizado al 20 de noviembre del 2023.
| #  | Jugador           | Periodo   | Partidos | Goles |
| -- | ----------------- | --------- | -------- | ----- |
| 1  | Petr Čech         | 2002-2016 | 124      | 0     |
| 2  | Karel Poborský    | 1994-2006 | 118      | 8     |
| 3  | Tomáš Rosický     | 2000-2016 | 105      | 23    |
| 4  | Jaroslav Plašil   | 2004-2016 | 103      | 7     |
| 5  | Milan Baroš       | 2001-2012 | 93       | 41    |
| 6  | Jan Koller        | 1999-2008 | 91       | 55    |
| 7  | Pavel Nedvěd      | 1994-2006 | 91       | 18    |
| 8  | Vladimír Šmicer   | 1993-2005 | 81       | 27    |
| 9  | Marek Jankulovski | 2000-2009 | 78       | 11    |
| 10 | Tomáš Ujfaluši    | 2001-2009 | 78       | 2     |

### Máximos goleadores

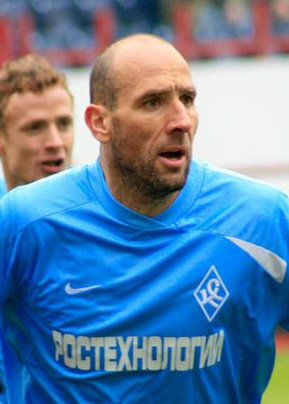
Jan Koller, el máximo goleador de la historia de la República Checa con 55 goles.

Actualizado al 8 de mayo del 2024.
| #  | Jugador           | Periodo   | Goles | PJ. | Promedio |
| -- | ----------------- | --------- | ----- | --- | -------- |
| 1  | Jan Koller        | 1999-2008 | 55    | 91  | 0.60     |
| 2  | Milan Baroš       | 2001-2012 | 41    | 93  | 0.44     |
| 3  | Vladimír Šmicer   | 1993-2005 | 27    | 81  | 0.33     |
| 4  | Tomáš Rosický     | 2000-2016 | 23    | 105 | 0.22     |
| 5  | Pavel Kuka        | 1993-2001 | 22    | 63  | 0.35     |
| 6  | Patrik Schick     | 2016-act. | 22    | 43  | 0.51     |
| 6  | Patrik Berger     | 1993-2001 | 18    | 44  | 0.41     |
| 6  | Pavel Nedvěd      | 1994-2006 | 18    | 92  | 0.2      |
| 9  | Vratislav Lokvenc | 1995-2006 | 14    | 74  | 0.19     |
| 10 | Tomáš Necid       | 2008-2016 | 12    | 44  | 0.27     |
| 10 | Tomáš Souček      | 2016-act. | 12    | 68  | 0.18     |

## Entrenadores
| Técnico          | Periodo   | PJ | PG | PE | PP | Competiciones mayores                                        |
| ---------------- | --------- | -- | -- | -- | -- | ------------------------------------------------------------ |
| Dušan Uhrin      | 1993-1997 | 48 | 27 | 10 | 11 | Eurocopa 1996: Subcampeón                                    |
| Jozef Chovanec   | 1998-2001 | 45 | 27 | 7  | 11 | Eurocopa 2000: Fase de grupos                                |
| Karel Brückner   | 2001-2008 | 76 | 50 | 12 | 14 | Eurocopa 2004: Semifinales Copa Mundial 2006: Fase de grupos |
| Petr Rada        | 2008-2009 | 8  | 2  | 4  | 2  | Eurocopa 2008: Fase de grupos                                |
| František Straka | 2009      | 1  | 1  | 0  | 0  | ----------                                                   |
| Ivan Hašek       | 2009      | 5  | 3  | 2  | 0  | ----------                                                   |
| Michal Bílek     | 2009-13   | 42 | 16 | 10 | 16 | Eurocopa 2012: Cuartos de final                              |
| Josef Pešice     | 2013      | 3  | 3  | 0  | 0  | ----------                                                   |
| Pavel Vrba       | 2014-2016 | 25 | 10 | 5  | 10 | Eurocopa 2016: Fase de grupos                                |
| Karel Jarolím    | 2016-2018 | 22 | 10 | 4  | 8  | ----------                                                   |
| Jaroslav Šilhavý | 2018-2023 | 31 | 17 | 2  | 12 | Eurocopa 2020: Cuartos de final                              |
| Ivan Hašek       | 2024      | -  | -  | -  | -  |                                                              |

## Palmarés
| Competición            |          |                    |                       |
| Competición            | Títulos  | Subtítulos         | Tercer lugar          |
| ---------------------- | -------- | ------------------ | --------------------- |
| Copa Mundial de Fútbol | –        | 2 (1934 y 1962)    | –                     |
| Eurocopa               | 1 (1976) | 1 (1996)           | 3 (1960, 1980 y 2004) |
| Confederaciones        | –        | –                  | 1 (1997)              |
| Total                  | 1 título | Selección absoluta | Selección absoluta    |